# معبد طافا

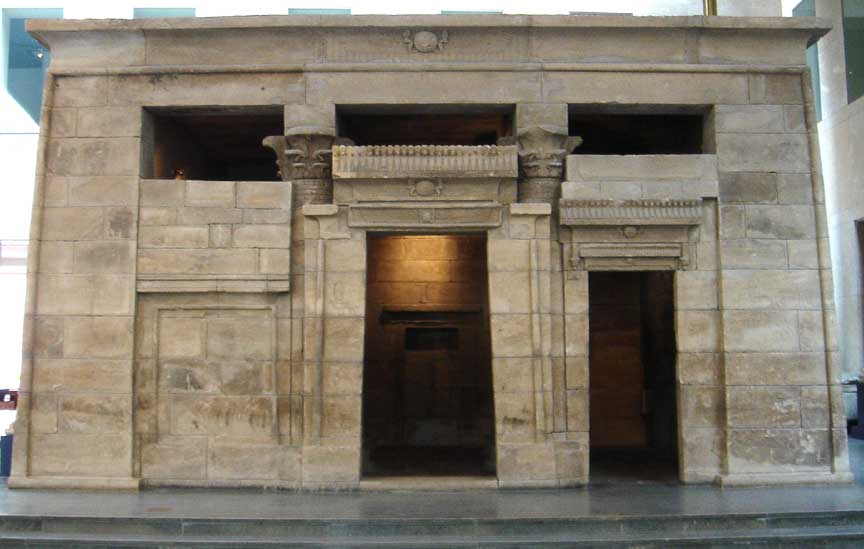
معبد طافا در موزه ملی باستانی (لیدن، هلند)

معبد طافا (عربی: معبد طافا) یک معبد مصری است که در روستای طافا (تافیس بزبان یونانی) در ۴۸ کیلومتری جنوب اسوان قرار داشت که به زیر آب رفته بود و توسط کشور هلند از غرق شدن آن جلوگیری شد و به موزه باستان‌شناسی در لیدن هلند منتقل شد.

## مشخصات
ساختن این معبد بین سال‌های اول و چهاردهم میلاد در دوران روم و تحت حکومت امپراتور آگوستوس می‌باشد، مساحت معبد شش متر و نیم در هشت متر است و در مقابل معبد دو ستون مربع شکل قرار دارد. معبد بر چهار ستون مربع شکل ساخته شده‌است، بر روی دیوارها نیز برخی از نوشته‌های یونانی حک شده و صلیب که نمادی از دین مسیحیت است دیده می‌شود.
معبد شامل ۶۵۷ قطعه سنگ با وزن تقریبی ۲۵۰ تن می‌باشد.

## تقدیم معبد به هلند
این معبد به خاطر تقدیر از تلاش‌های هلند برای حفظ آثار تاریخی مصر در جهت جلوگیری از غرق شدن آن که در هنگام ساخت سد بالا در سال ۱۹۶۰ انجام گرفت، به کشور هلند تقدیم شد. معبد در سال ۱۹۷۱ به هلند منتقل شد و در بخش ویژه موزه باستان‌شناسی در لیدن هلند دوباره نصب شد؛ و تلاش‌هایی برای حفاظت از آن در مقابل آب و هوای هلند بنحوی که روی سنگ‌ها تأثیر نگذارد انجام گرفت.

## نگارخانه

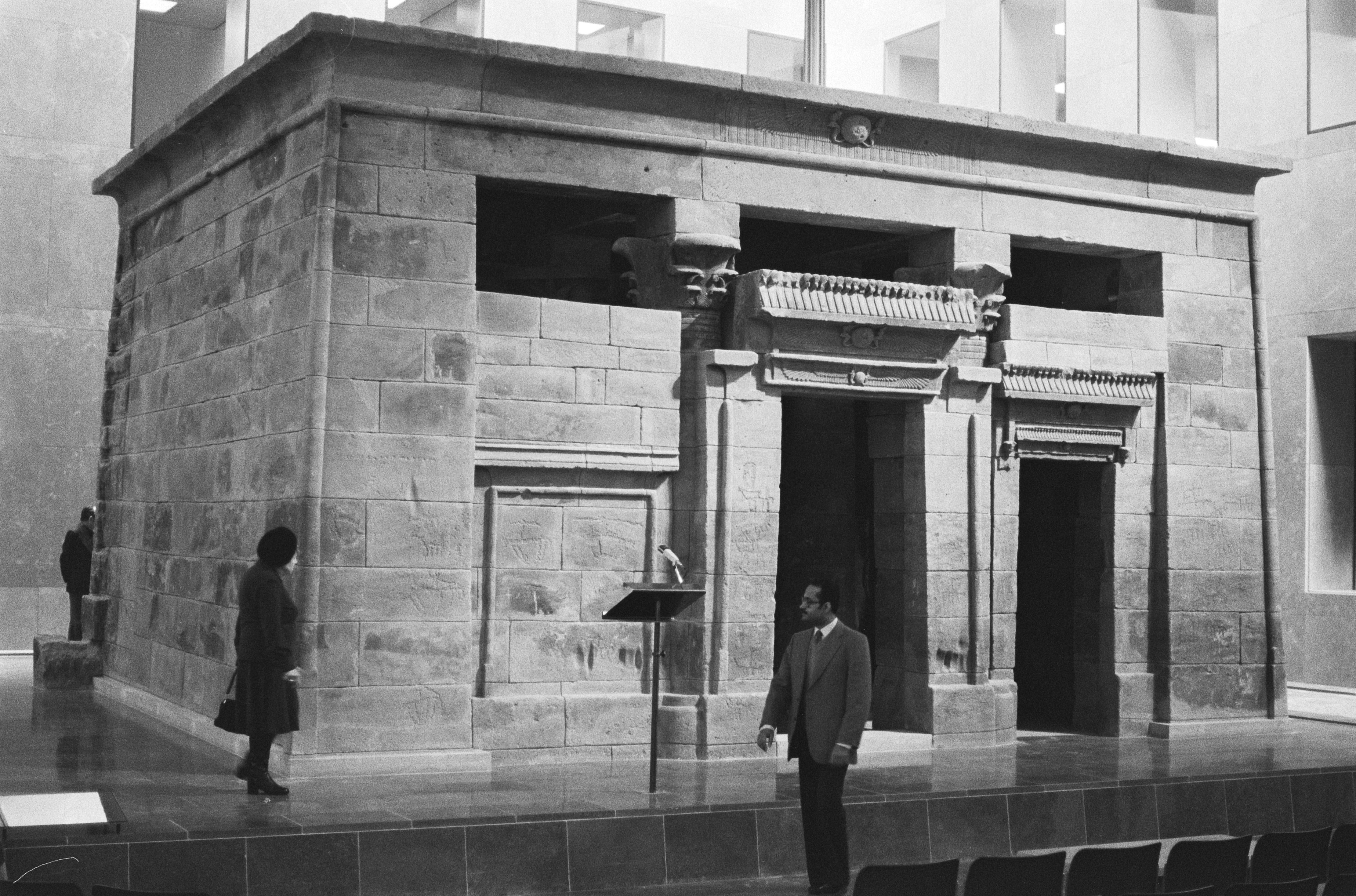
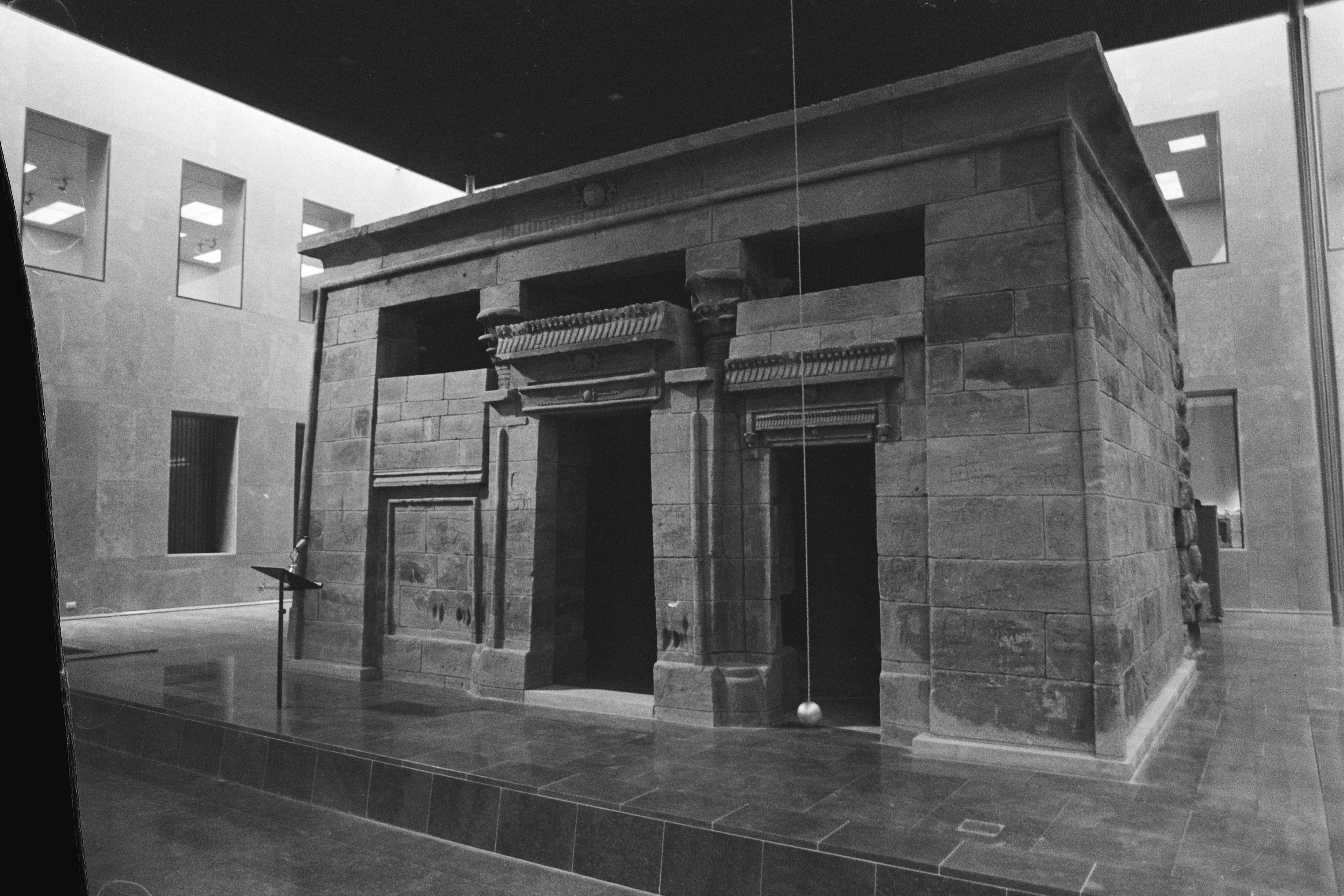
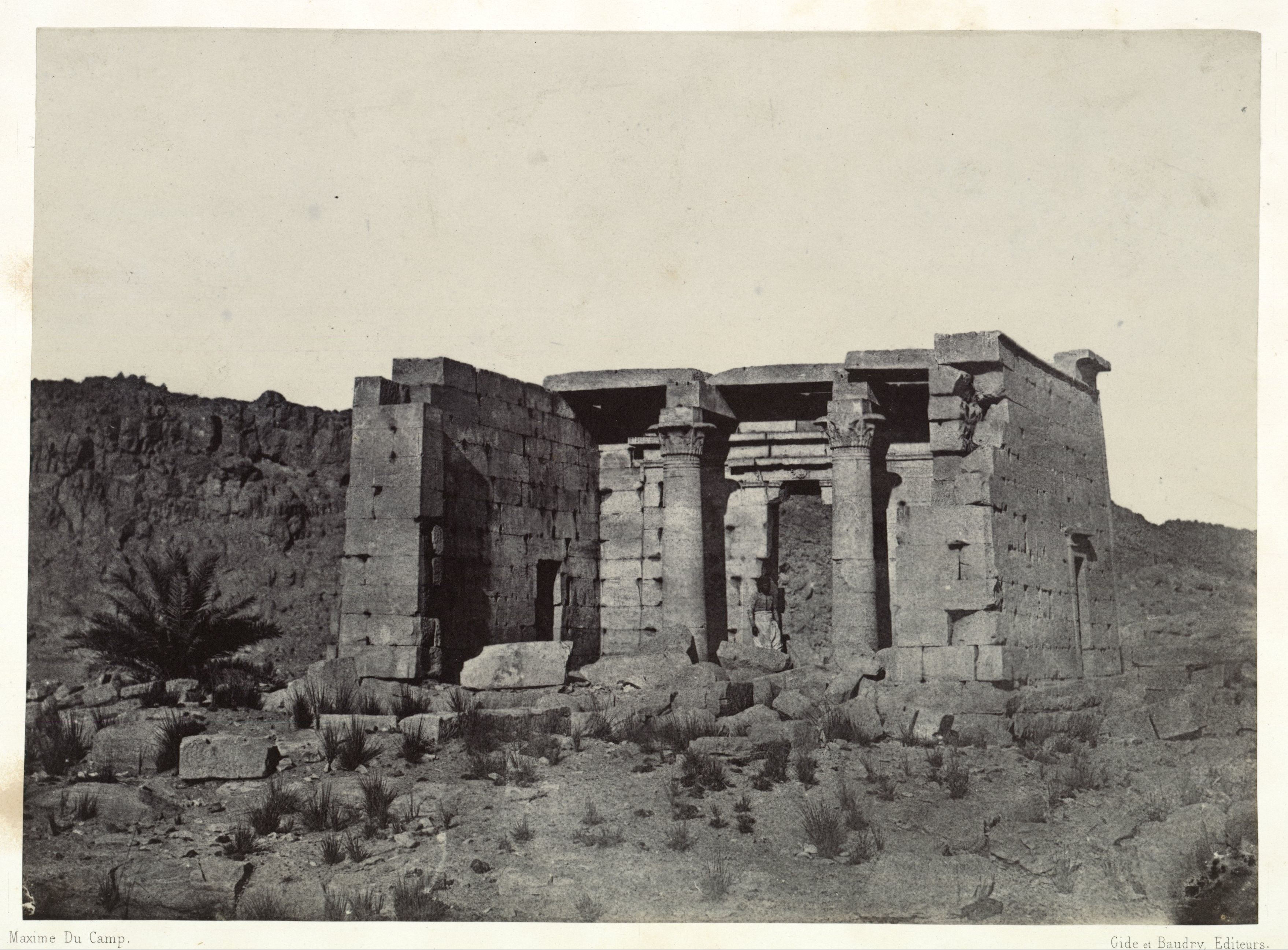
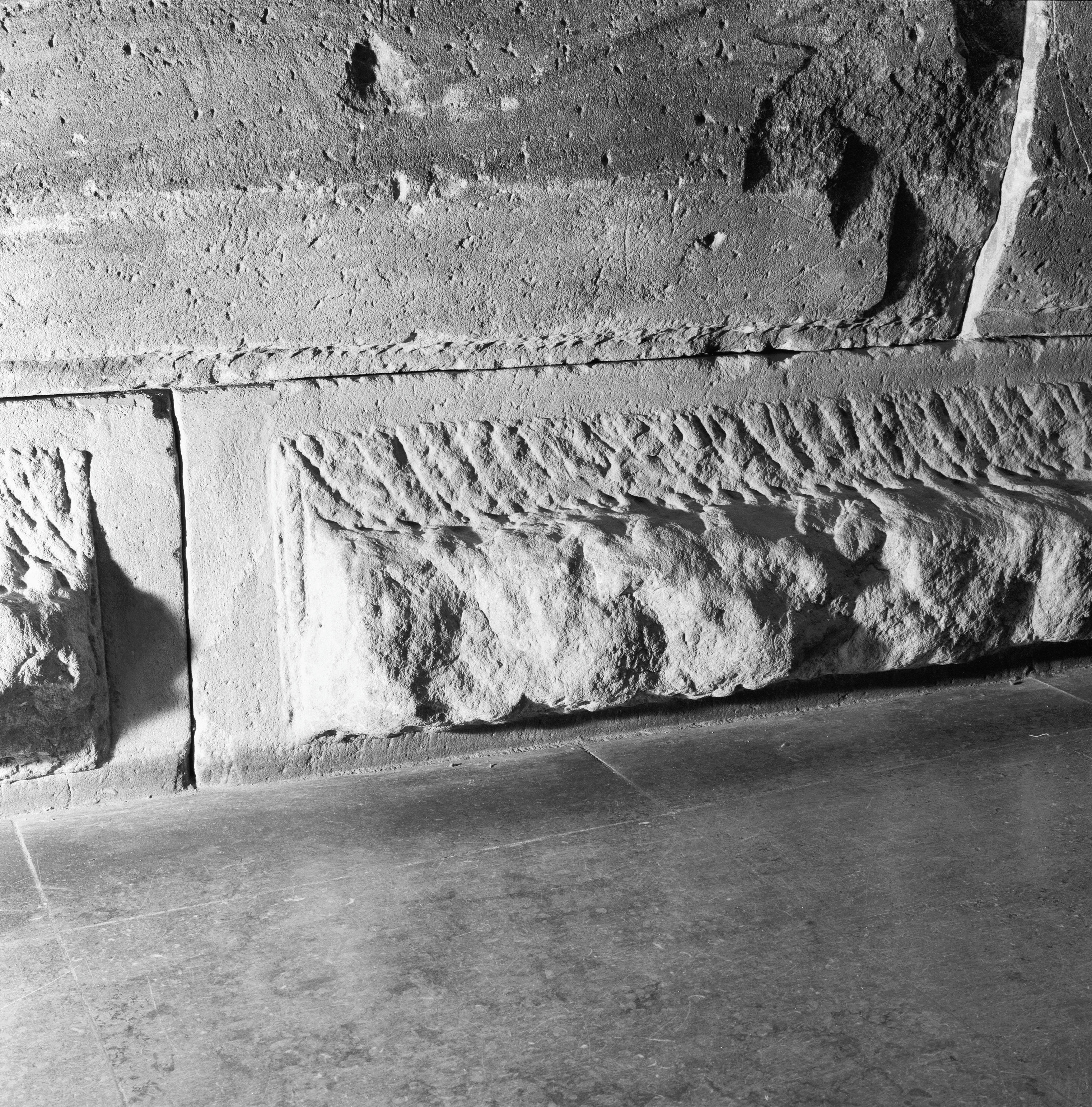
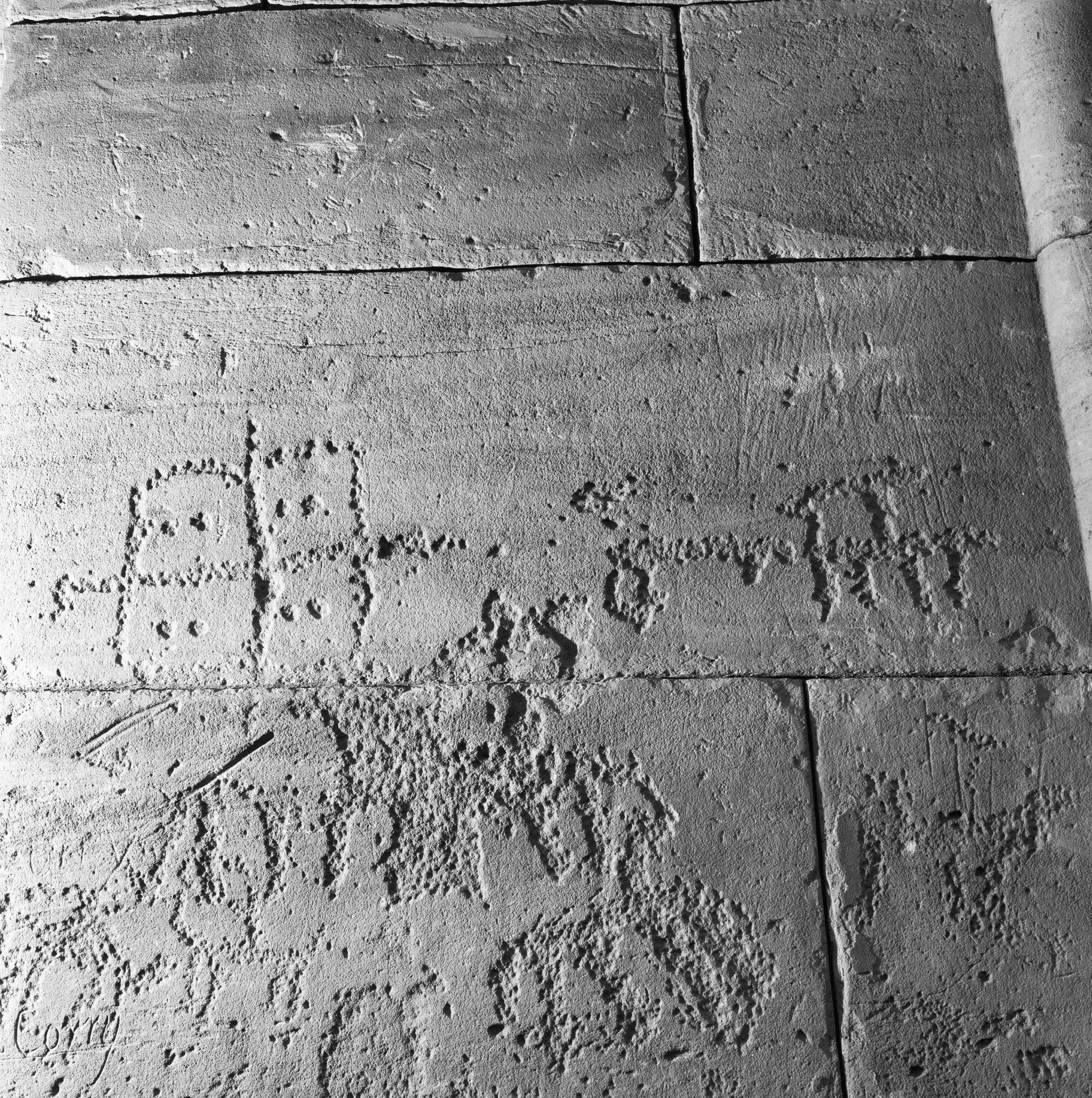
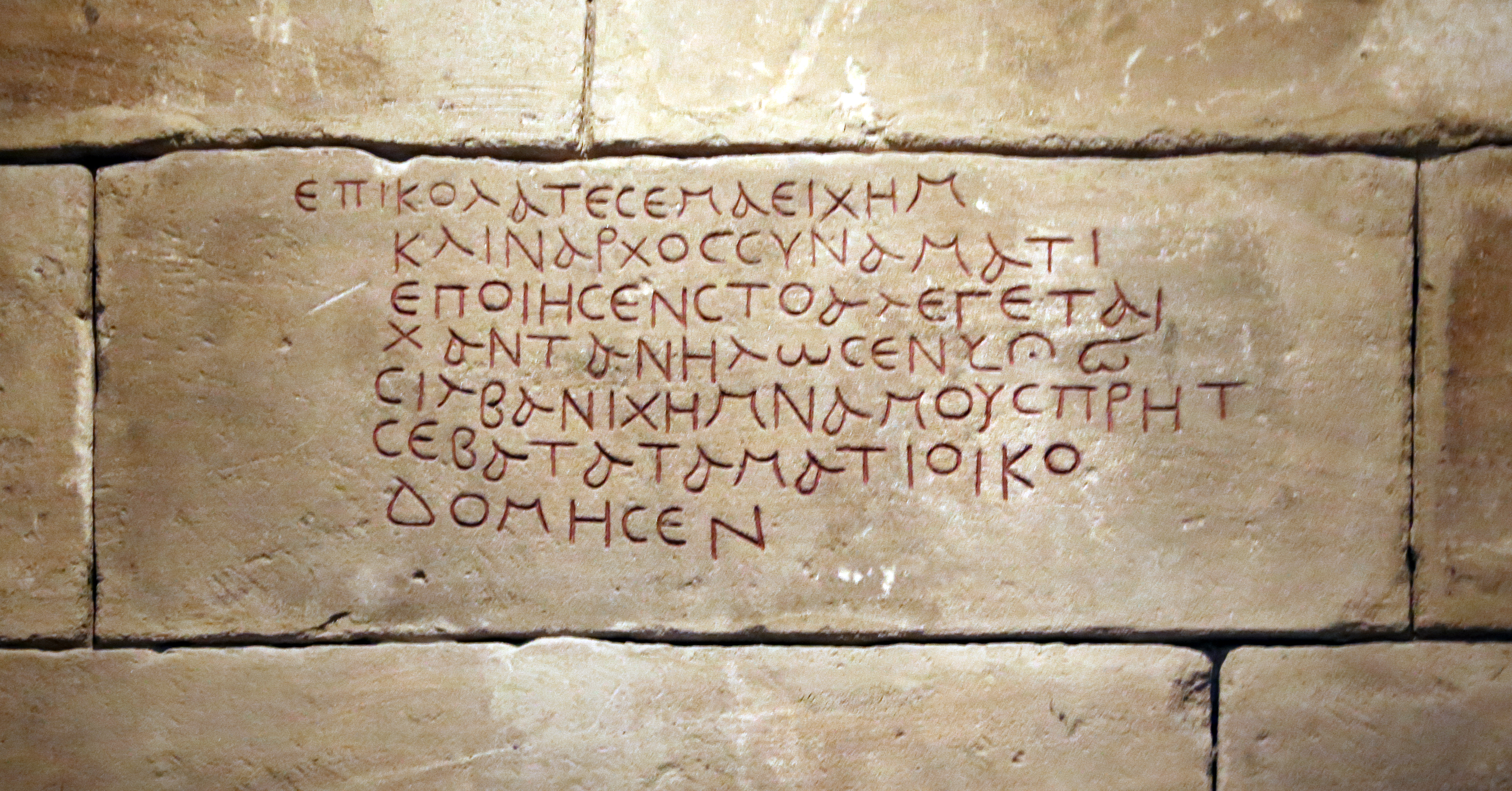
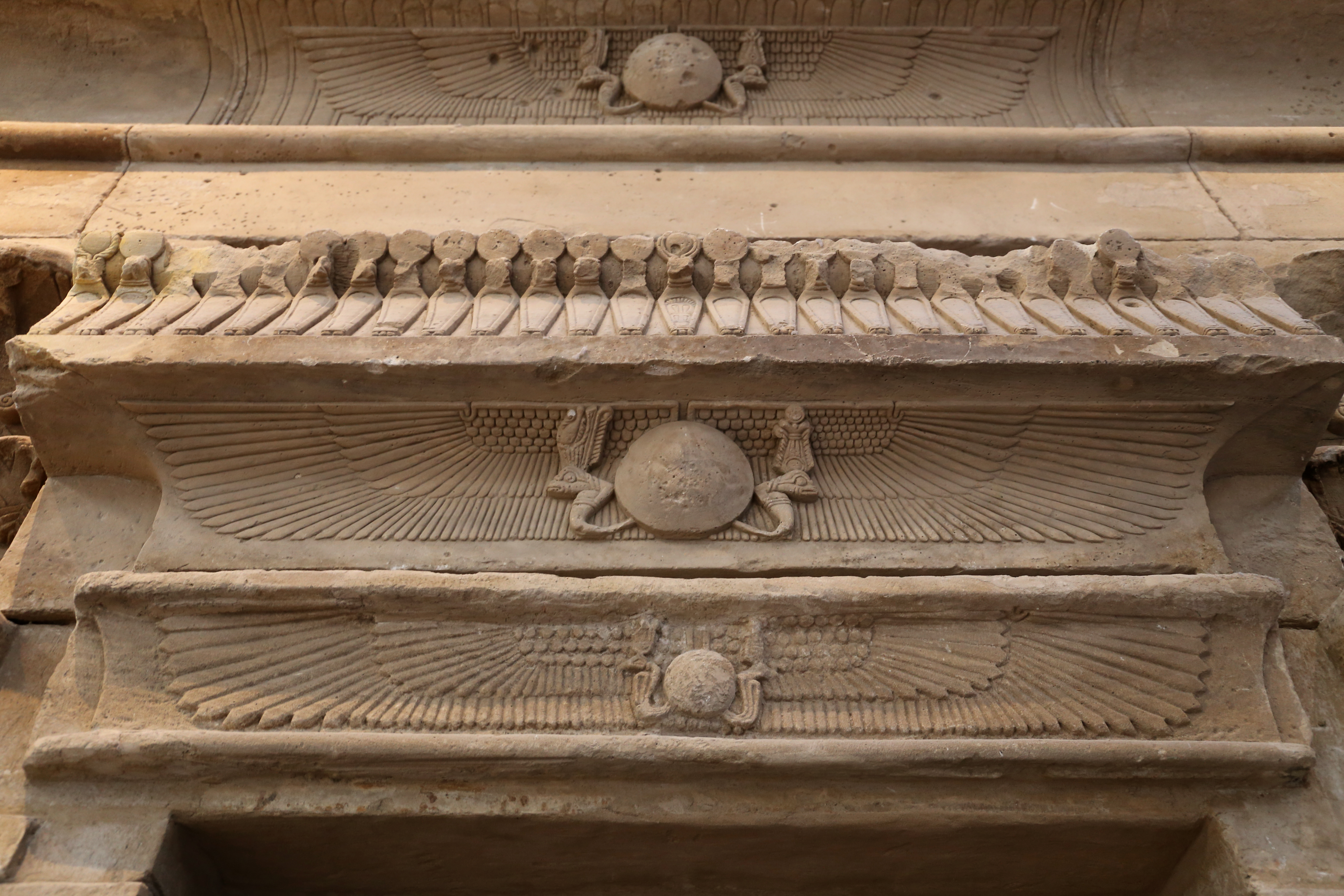
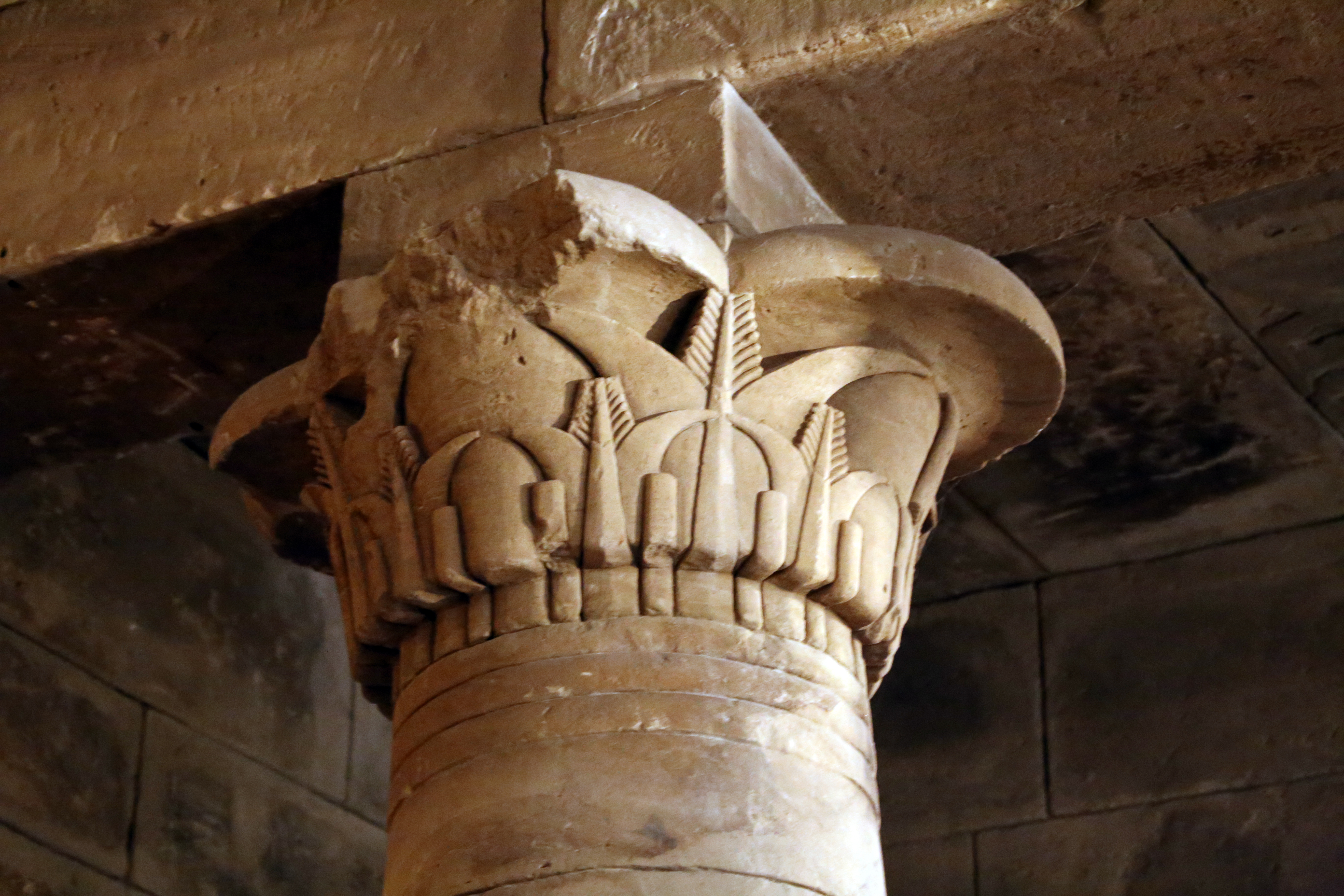